# F59
De F59 is een snelfietsroute tussen Oss en Waalwijk. Het traject Oss - 's Hertogenbosch is in gebruik sinds 2016, het traject 's Hertogenbosch - Waalwijk is anno 2022 in aanleg

## Traject

### Oss - 's-Hertogenbosch
De route begint bij een station in Oss en volgt vanaf Oss voor een groot deel het spoor naar 's-Hertogenbosch via de dorpen Geffen, Nuland, Kruisstraat, Rosmalen (langs het station Rosmalen). In 's-Hertogenbosch gaat het traject langs Stadion de Vliert, station 's-Hertogenbosch Oost, het Pierson College en wordt onderbroken bij de Orthenseweg.

### 's-Hertogenbosch - Waalwijk
Het traject vervolgt in het Paleiskwartier en gaat dan langs het Jeroen Bosch Ziekenhuis en volgt vervolgens de Vlijmenseweg en Moerputtenweg via Vlijmen en Drunen naar Waalwijk.